# Episodi di Claws (seconda stagione)
La seconda stagione della serie televisiva Claws è andata in onda negli Stati Uniti su TNT a partire dal 10 giugno 2018 fino al 12 agosto 2018.
In Italia è stata trasmessa dal 4 dicembre 2018 al 5 febbraio 2019 sul canale Premium Stories.
| n° | Titolo originale  | Titolo italiano       | Prima TV USA   | Prima TV Italia  |
| -- | ----------------- | --------------------- | -------------- | ---------------- |
| 1  | Shook             | Cambio al vertice     | 10 giugno 2018 | 4 dicembre 2018  |
| 2  | Cracker Casserole | Pasticcio di crackers | 17 giugno 2018 | 11 dicembre 2018 |
| 3  | Russian Navy      | Marina Russa          | 24 giugno 2018 | 18 dicembre 2018 |
| 4  | Scream            | La rabbia             | 1º luglio 2018 | 25 dicembre 2018 |
| 5  | Vaginalologist    | Vaginologo            | 8 luglio 2018  | 1º gennaio 2019  |
| 6  | Double Dutch      | Doppio gioco          | 15 luglio 2018 | 8 gennaio 2019   |
| 7  | Burn              | Vendetta              | 22 luglio 2018 | 15 gennaio 2019  |
| 8  | Crossroads        | Incroci               | 29 luglio 2018 | 22 gennaio 2019  |
| 9  | 'Til Death        | Fino in fondo         | 5 agosto 2018  | 29 gennaio 2019  |
| 10 | Breezy            | La tempesta           | 12 agosto 2018 | 5 febbraio 2019  |

## Cambio al vertice
- Titolo originale: Shook
- Diretto da: Marta Cunningham e Dale Stern
- Scritto da: Eliot Laurence

### Trama
- Ascolti USA: telespettatori 1 320 000[5]

## Pasticcio di crackers
- Titolo originale: Cracker Casserole
- Diretto da: Dale Stern
- Scritto da: Janine Sherman Barrois

### Trama
- Ascolti USA: telespettatori 1 140 000[6]